# Peter Hewitt
Peter Hewitt; auch Pete Hewitt (* 1962) ist ein britischer Drehbuchautor, Produzent und Regisseur. Peter Hewitt arbeitete auch unter dem Pseudonym „Max Magenta“.

## Leben
Hewitt absolvierte die National Film School in Großbritannien. Seine Abschlussarbeit, der 30-minütige Kurzfilm The Candy Show, gewann den British Academy Film Award, das britische Äquivalent zum Oscar 1989 als bester Kurzfilm. Er erwirkte dadurch die Aufmerksamkeit US-amerikanischer Filmproduzenten, die ihm die Regiearbeit zu der Filmkomödie Bill & Ted’s verrückte Reise in die Zukunft (Bill & Ted’s Bogus Journey, 1991) übertrugen.
2004 schrieb Hewitt das Drehbuch für Thunderbirds, eine Realverfilmung der englischen Supermarionation-Serie Thunderbirds, die unter der Regie von  Jonathan Frakes verfilmt wurde.
2006 drehte er Zoom – Akademie für Superhelden, in dem unter anderem Tim Allen und Spencer Breslin mitspielen. Der Film wurde aber von den Kritikern verrissen und in Deutschland auch nur kurz gezeigt. Weitere Film- und Fernsehproduktionen folgten.
Außer für die große Kinoleinwand arbeitete Hewitt auch an Musikvideos und Werbeclips.

## Auszeichnungen
- 1990 – British Academy Film Award für den besten Kurzfilm The Candy Show
- 2002 – Lucas des International Festival of Films for Children and Young People für den Film Thunderpants

## Filmografie (Auswahl)
- 1991: Bill & Ted’s verrückte Reise in die Zukunft (Bill & Ted’s Bogus Journey)
- 1997: Ein Fall für die Borger (The Borrowers)
- 2001: Gwyn – Prinzessin der Diebe (Princess of Thieves, Fernsehfilm)
- 2002: Thunderpants (Thunderpants)
- 2004: Garfield – Der Film (Garfield: The Movie, Realfilm mit Animation)
- 2004: Thunderbirds (Drehbuch)
- 2006: Zoom – Akademie für Superhelden (Zoom)
- 2009: Bruchreif (The Maiden Heist)
- 2012: Allein zu Haus: Der Weihnachts-Coup (Home Alone: The Holiday Heist, Fernsehfilm)
- 2014: R.L. Stine’s – Darf ich vorstellen – Meine Geisterfreundin (Mostly Ghostly: Have You Met My Ghoulfriend?)
- 2018: Der König und die Eisprinzessin (Christmas at the Palace, Fernsehfilm)